# جشنواره فیلم ویتنام
جشنواره فیلم ویتنام (ویتنامی: Liên hoan phim Việt Nam) نام یک جشنواره سینمایی در کشور ویتنام است که در سال ۱۹۷۰ تاسیس شد.
این جشنواره مهمترین رویداد سینمایی این کشور است و هر ۲ یا ۳ سال یکبار، در شهرهای مختلف این کشور برگزار می‌شود. جشنواره فیلم ویتنام از سال ۲۰۰۷ به طور منظم هر دو سال یکبار و به طور متناوب با جشنواره بین‌المللی فیلم هانوی (که برگزاری آن از سال ۲۰۱۰ آغاز شد) برگزار می‌شود.